# Valverde de los Arroyos
Valverde de los Arroyos község Spanyolországban, Guadalajara tartományban. Valverde de los Arroyos Cantalojas, Galve de Sorbe, La Huerce, Tamajón, Campillo de Ranas és Majaelrayo községekkel határos. Lakosainak száma 91 fő (2024).

## Népesség
A település népessége az utóbbi években az alábbiak szerint változott:
| Lakosok száma | 100  | 102  | 114  | 97   | 94   | 99   | 84   | 94   | 92   | 91   |
|               | 2001 | 2004 | 2006 | 2009 | 2011 | 2014 | 2016 | 2019 | 2021 | 2024 |